# Natação no Campeonato Mundial de Esportes Aquáticos de 2009 - 5 km feminino
A prova de 5 quilômetros feminino da maratona aquática no Campeonato Mundial de Esportes Aquáticos de 2009 foi realizada no dia 21 de julho na praia de Óstia, nos arredores de Roma.

## Medalhistas
| Ouro                 | Prata                 | Bronze                |
| Melissa Gorman (AUS) | Larisa Ilchenko (RUS) | Poliana Okimoto (BRA) |

## Resultados
Estes foram os resultados da prova:
| Pos.              | Atleta                       | País                | Tempo     |
| ----------------- | ---------------------------- | ------------------- | --------- |
| Medalha de ouro   | Melissa Gorman               | Austrália           | 56:55.8   |
| Medalha de prata  | Larisa Ilchenko              | Rússia              | 56:56.3   |
| Medalha de bronze | Poliana Okimoto              | Brasil              | 56:59.3   |
| 4                 | Yurema Requena Juarez        | Espanha             | 57:00.8   |
| 5                 | Ekaterina Seliverstova       | Rússia              | 57:04.7   |
| 6                 | Kristel Kobrich Schimpl      | Chile               | 57:17.1   |
| 7                 | Andreina Pinto Perez         | Venezuela           | 57:29.4   |
| 8                 | Kate Brookes-Peterson        | Austrália           | 57:42.7   |
| 9                 | Emily Bruneman               | Estados Unidos      | 57:43.0   |
| 10                | Rachele Bruni                | Itália              | 57:43.2   |
| 11                | Jana Pechanova               | Chéquia             | 57:44.3   |
| 12                | Olga Beresneva               | Ucrânia             | 57:45.5   |
| 13                | Nadine Pastor                | Alemanha            | 57:47.8   |
| 14                | Li Xue                       | China               | 57:52.8   |
| 15                | Emily Hanson                 | Estados Unidos      | 57:53.5   |
| 16                | Swann Gabrielle Oberson      | Suíça               | 57:55.1   |
| 17                | Giorgia Consiglio            | Itália              | 57:55.8   |
| 18                | Teja Zupan                   | Eslovênia           | 57:58.1   |
| 19                | Britta Kamrau-Corestein      | Alemanha            | 58:09.0   |
| 20                | Marianna Lymperta            | Grécia              | 58:09.1   |
| 21                | Natalie du Toit              | África do Sul       | 58:56.3   |
| 22                | Coralie Codeville            | França              | 59:00.8   |
| 23                | Zaira Cardenas               | México              | 59:23.7   |
| 24                | Nika Kozamernik              | Eslovênia           | 59:25.0   |
| 25                | Charlotte Woolliscroft       | Reino Unido         | 59:25.2   |
| 26                | Patricia Moldonado           | Venezuela           | 59:26.2   |
| 27                | Alona Berbasova              | Ucrânia             | 59:27.6   |
| 28                | Nataly Caldas Calle          | Equador             | 59:27.8   |
| 29                | Allanah Jury                 | Nova Zelândia       | 59:37.5   |
| 30                | Silvie Rybarova              | Eslováquia          | 59:37.8   |
| 31                | Katia Barros                 | Equador             | 59:42.8   |
| 32                | Bridget Coley                | Canadá              | 59:44.5   |
| 33                | Wing Yung Natasha Terri Tang | Hong Kong           | 59:46.8   |
| 34                | Vanessa Balogh               | Hungria             | 59:48.5   |
| 35                | Shi Yu                       | China               | 59:50.0   |
| 36                | Isabelle Longo               | Brasil              | 59:51.3   |
| 37                | Dominique Dryding            | África do Sul       | 59:53.2   |
| 38                | Nadine Williams              | Canadá              | 1:02:22.8 |
| 39                | Cindy Toscano                | Guatemala           | 1:08:41.9 |
| 40                | Lucia Vachanova              | Eslováquia          | 1:10:17.2 |
|                   | Karin Clashing               | Antilhas Holandesas | OTL       |
|                   | Patricia Castañeda Miyamoto  | México              | DSQ       |

- OTL: acima do tempo limite (Out of Time Limit)
- DSQ: desclassificada (Disqualified)